# 奥谷侑加
奥谷 侑加（おくたに ゆか、現姓：高畠侑加 (たかはたけ ゆか）、1990年9月13日 - ）は、日本の元グラビアアイドル、ファッションモデル、タレント。「株式会社バランススタイル」代表取締役CEO。
大阪府出身。タレント時代はY・M・O（現：尾木プロ THE NEXT）に所属していた。

## 略歴
2004年、テレビ東京のバラエティ番組『シブスタ S.B.S.T』の企画“フェロモン中学生”に出演。
2005年3月1日、ティーン誌『Hana*chu→』4月号で新モデルとして登場、以後、専属モデルを務めていた。当時中学2年生であった。同期には北乃きい、池田光咲、三浦萌、高橋和美、福永真梨佳がいる。
芸能人女子フットサルチームFANTASISTAの元キャプテン。2006年3月末で退団。その後ニューヨークに留学。
19歳だった2009年9月、「株式会社バランススタイル」を設立。代表取締役CEOとしてプロサッカー選手のマネジメントやサッカー関連のアパレルショップ（2019年現在4店舗）を展開。2017年5月23日、バランススタイルが『カラーミーショップ大賞2017』で大賞を受賞。

## 人物
- 趣味はダンス(Hip Hop・Bgirl系・JAZZ)。
- 特技はバスケットボール・珠算(1級)・暗算(1級)。
- 創叡タレントスクール出身。STSダンススタジオ卒業生。
- 兄が2人おり[3][7]、そのうち1番上の兄[7]は整体院を営んでいる[2]。
- 既婚者。神前式と披露宴は2019年5月12日に執り行われ[8]、披露宴では日本テレビのラルフ鈴木と田中毅アナが司会を務めた[9]。

## 出演

### テレビ
- シブスタ S.B.S.T（テレビ東京）フェロモン中学生の1人として[3]
- ぶちぬき（テレビ東京）木曜日出演
- FOOT×BRAIN（テレビ東京、2019年8月18日未明放送） - 「ファッションが日本サッカー界のカギを握る?」にゲスト出演[10]

### 雑誌
- Hana*chu→
- Cawaii!
- セシールカタログ・キューポップ

## リリース作品

### 写真集
- 初写!!侑加（2005年5月、バウハウス）ISBN 4778803167 撮影：可児保彦

### DVD
- は・に・か・み（2005年2月、パンド）
  - 「特典映像：赤面お勉強編」と「特典映像：ドッキリ寝起き編」の2種類有。
- フェロモン中学校 コスプレ修学旅行〜親には内緒の1泊2日〜（2005年3月、テレビ東京・ジェネオンエンタテインメント）
- ときめきアイドル Vol.3（2005年5月、バウハウス）
- スフィアリーグ公式 フットサル基礎トレーニングDVD（2006年5月24日、hachama）